# Joana Marques Vidal
Maria Joana Raposo Marques Vidal GCC (Santa Cruz, Coimbra, 31 de dezembro de 1955 – Paranhos, Porto, 9 de julho de 2024) foi uma magistrada portuguesa, tendo sido Procuradora-Geral da República de 2012 a 2018.

## Magistratura
Em 1978, licencia-se em Direito pela Faculdade de Direito da Universidade de Lisboa. Em 1979, inicia o estágio para exercer funções como magistrada do Ministério Público. A partir de 1980, exerce sucessivamente funções de delegada do procurador da República nas comarcas de Vila Viçosa, Seixal e Cascais, onde foi a primeira presidente da Comissão de Proteção de Menores.
Em 1994, assume funções como procuradora da República na comarca de Lisboa, exercendo funções no Tribunal da Boa-Hora e em vários tribunais especializados. Foi procuradora da República coordenadora do Tribunal de Família e Menores de Lisboa. Entre 1999 e 2002, foi vogal do Conselho Superior do Ministério Público. Em 2002, é nomeada diretora-adjunta do Centro de Estudos Judiciários. Em 2004, é promovida a procuradora-geral-adjunta e assume funções nos Açores, como auditora jurídica junto do Ministro da República para os Açores, Álvaro Laborinho Lúcio, e representante do Ministério Público na Secção Regional dos Açores do Tribunal de Contas.
Em 12 de outubro de 2012 foi nomeada pelo Presidente da República Aníbal Cavaco Silva para o cargo de Procuradora-Geral da República, com um mandato de seis anos. Cessou funções a 12 de outubro de 2018.
A 22 de outubro de 2018 foi agraciada com a Grã-Cruz da Ordem Militar de Cristo.
Entre 2018 e 2021, exerceu funções no Gabinete do Ministério Público junto do Tribunal Constitucional, por onde passam, além dos processos de fiscalização da constitucionalidade, todos os processos de fiscalização dos financiamentos políticos, desde as contas anuais dos partidos até às contas das campanhas eleitorais, bem como as declarações de património e rendimentos dos políticos e altos cargos públicos e os processos de incompatibilidades e impedimentos de titulares de cargos políticos.
Faleceu na manhã de 9 de julho de 2024, no Hospital Universitário de São João, no Porto, depois de várias semanas em coma, por conta de uma septicemia ocorrida na sequência da cirurgia a um cancro.

## Condecorações
- Grã-Cruz da Ordem Militar de Cristo (22 de outubro de 2018)